# Nieuchwytny cel
Nieuchwytny cel (ang. Hard Target) – film z 1993 roku, reprezentujący kino akcji, z Jean-Claude’em Van Damme’em obsadzonym w roli głównej oraz Lance’em Henriksenem, Arnoldem Vosloo, Yancy Butler i Wilfordem Brimleyem w pozostałych rolach. Był to pierwszy amerykański kinowy film reżyserowany przez reżysera z Hongkongu Johna Woo. Producentem filmu był Sam Raimi.
Film ten został nakręcony w Nowym Orleanie w Luizjanie.

## Treść filmu
Bezwzględny najemnik (Lance Henriksen) werbuje bezdomnych weteranów wojny, by zabawić znudzonych biznesmenów, którzy płacą pół miliona dolarów za pogoń i zabicie człowieka. Ponieważ ich ofiary służyły kiedyś w wojsku, sprawia to, że „polowanie” staje się bardziej interesujące. W końcu ostatnim celem polowania staje się Chance Boudreaux i sezon „polowania” zostaje zakończony.

## Obsada

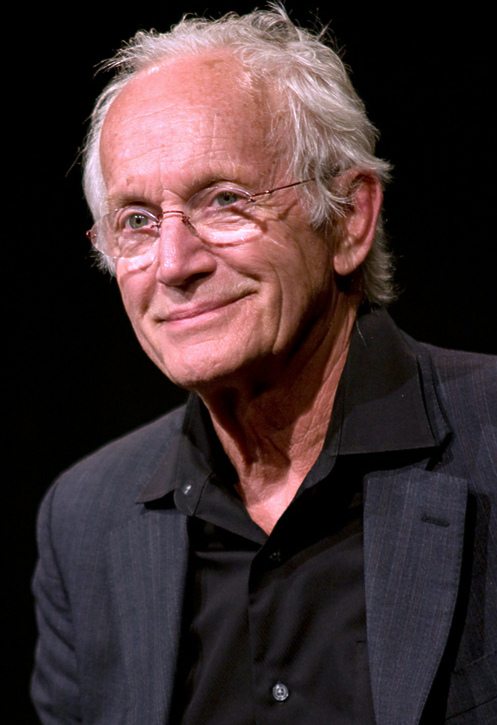
Lance Henriksen zdobył Saturna jako najlepszy aktor drugoplanowy za rolę Emila Fouchona w Nieuchwytnym celu

- Jean-Claude Van Damme jako Chance Boudreaux, otwarty na pracę weteran Cajun United States Marine Corps. Po rozmowie z Natashą Binder, zostaje zatrudniony przez nią w celu poszukiwania jej zaginionego ojca.
- Lance Henriksen jako Emil Fouchon, bogaty sportowiec, który dla sportu poluje na bezdomnych byłych żołnierzy. Po stwierdzeniu, że jest poszukiwany przez Natashę i Boudreauxa, Fouchon wysyła swój gang kierowany przez Pika Van Cleafa, by ich zaskoczyć.
- Arnold Vosloo jako Pik Van Cleaf, współpracownik Fouchona, który bierze udział w jego polowaniu na mężczyzn. Prowadzi załogę mężczyzn, którzy są wysyłani do zamordowania Natashy. Nazwisko Van Cleaf jest odniesieniem do aktora Lee Van Cleefa[1].
- Yancy Butler jako Natasha „Nat” Binder, młoda kobieta, która przyjeżdża do Nowego Orleanu, aby szukać swojego ojca, którego nie widziała od czasu, kiedy miała siedem lat. Gdy Natasha zostaje zaatakowana przez bandytów, zawiadamia Boudreauxa, który zgadza się pomóc jej odnaleźć jej ojca.
- Kasi Lemmons jako May Mitchell, policyjny detektyw, który pracuje w biurze, podczas gdy policja jest na strajku. Mitchell pomaga Natashy, kiedy podczas sekcji zwłok pokazuje jej przebitego śmiertelnika – jej ojca.
- Chuck Pfarrer jako Douglas Binder, ojciec Natashy, który przeniósł się do Nowego Orleanu.
- Willie C. Carpenter jako Elijah Roper, przyjaciel Chance’a Boudreauxa, który jest także bezdomnym.
- Wilford Brimley jako wujek Douvee, wujek Chance’a Boudreauxa, który mieszka głęboko w Bayou. Chance i Natasha ukrywają się w jego domu, a także mają mu pomóc.
- Sven-Ole Thorsen i Jules Sylvester jako Stephan i Peterson, najemnicy Fouchona.
- Eliott Keener jako Randal Poe
- Robert Apisa jako pan Lopacki
- Douglas Forsythe Rye i Mike Leinert jako Frick i Frack
- Marco St. John jako dr Morton
- Joe Warfield jako Zenan